# Salix resectoides
Salix resectoides är en videväxtart som beskrevs av Hand.-mazz.. Salix resectoides ingår i släktet viden, och familjen videväxter. Inga underarter finns listade i Catalogue of Life.